# مردم گوران (اروپا)
گورانی‌ها (به معنای مردم کوهستان به زبان صربی: Горанци) نام قومی از نژاد اسلاو هستند که در منطقه گورا در اروپای شرقی زندگی می‌کنند. آن‌ها به لهجه‌ای از گویش اسلاوی جنوبی سخن می‌گویند. تعداد آن‌ها حدود ۶۰٬۰۰۰ است.

## منطقه گورا
گورانی‌ها در منطقه گورا زندگی می‌کنند. این منطقه یک مثلث بین کوزوو، آلبانی و مقدونیه است.

## مذهب
گورانی‌ها پیرو اسلام سنی هستند.
آن‌ها در سال ۸۷۰ تحت سیطره امپراتوری بیزانس مسیحی شدند. بعد از اشغال مناطقشان در قرن چهاردهم توسط حکومت عثمانی، آن‌ها به دین اسلام روی آوردند هرچند هنوز هم برخی سنت‌های مسیحیت ارتدکس را دارند.

## فرهنگ

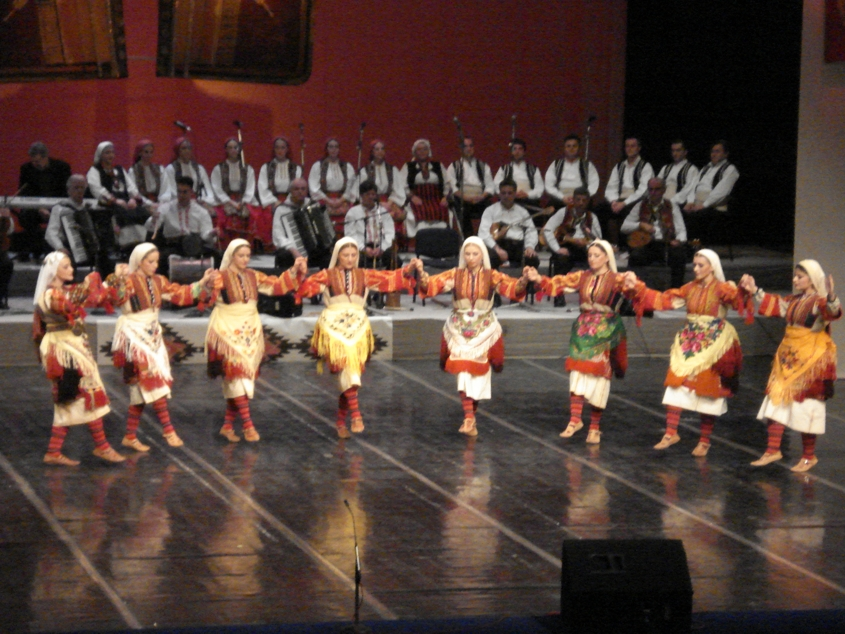
رقص محلی گورانی‌ها و سایر اقوام اسلاو همسایه

گورانی‌ها به عنوان بهترین شیرینی پزها و نانواها در یوگسلاوی شناخته می‌شدند.

رقص محلی آنان اوا یا هورو به معنای «دایره» است که با تمرکز بر حرکات پا انجام می‌شود.

ورزش ملی این قوم کشتی روغنی است که در زبان آن‌ها «پلیوونا» نام دارد.

نوشیدنی مورد علاقه این مردم راکیا است. آن‌ها همچنین به قهوه ترک نیز علاقه زیادی دارند. آن‌ها این قهوه را همراه با آب در فنجان‌های کوچک میل می‌کنند. فال قهوه نیز در میان گورانی‌ها رواج دارد.